# شينغو ماتسوموتو
شينغو ماتسوموتو (باليابانية: 松本慎吾؛ بالكانا: まつもと しんご) هو مصارع هاوي ياباني، ولد في 3 مارس 1978 في يواجيما في اليابان.

## وصلات خارجية
- شينغو ماتسوموتو على موقع قاعدة بيانات المصارعة الدولية (الإنجليزية)
- شينغو ماتسوموتو على موقع أوليمبيديا (الإنجليزية)